# Ritter Sport

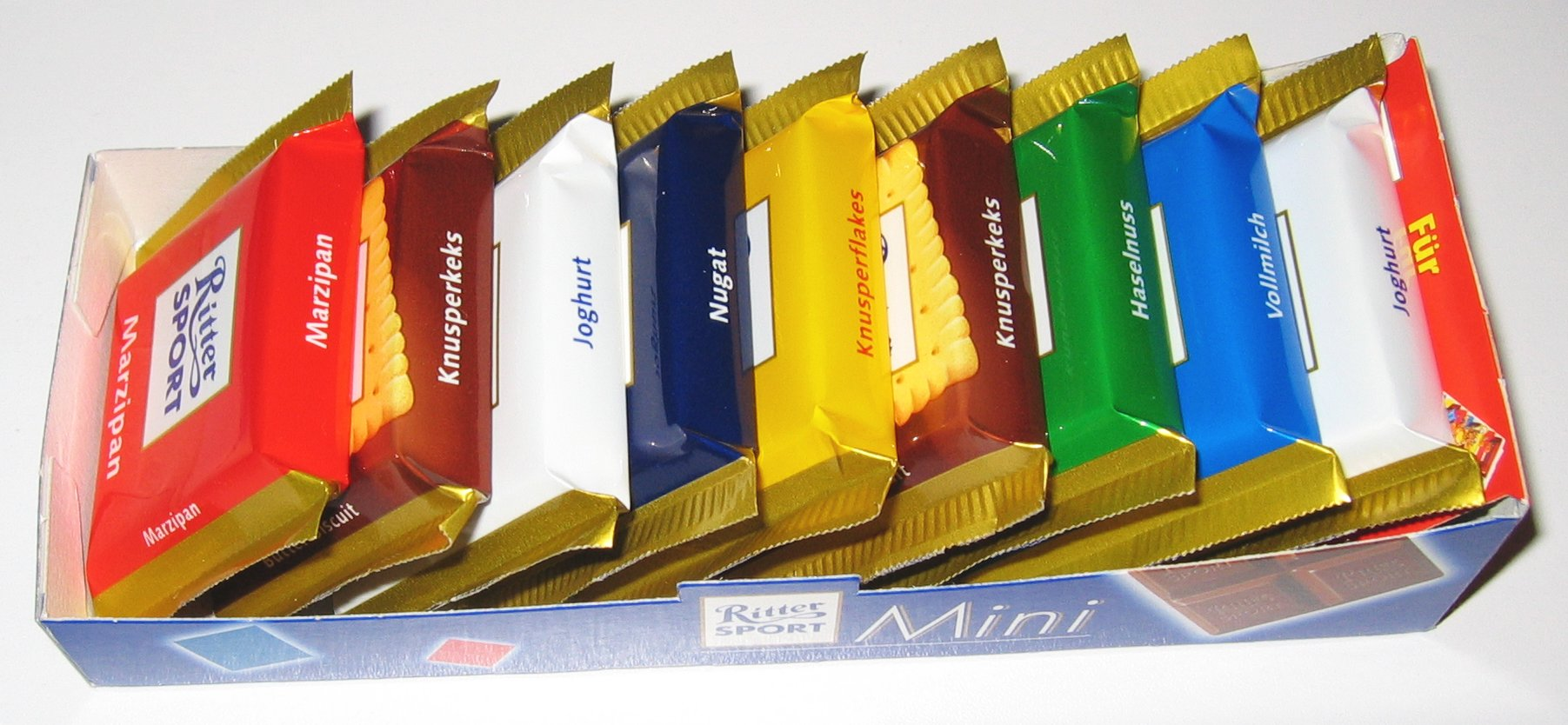
Les minis tablettes

Ritter Sport est une marque du fabricant allemand de chocolat Alfred Ritter GmbH & Co. KG (de).

## Histoire

### Naissance de l'entreprise et du produit
En 1912, Alfred, Clara et Lucas Ritter fondent une entreprise de chocolat et de confiserie Alfred Ritter Cannstat, dans le Bade-Wurtemberg, en Allemagne. En 1919, l'entreprise déménage à Bad Cannstatt et lance sur le marché sa propre marque de chocolat : Alrika. L'entreprise compte alors une quarantaine d'employés. En 1930, l'entreprise redéménage et s'installe à Waldenbuch. En 1932 naît la fameuse tablette de chocolat carrée de 100 g, imaginée par Clara Ritter.

### Développement après-guerre
En raison de la Seconde Guerre Mondiale, la production ralentit en 1939, puis s'arrête totalement en 1940. L'entreprise ne refonctionnera qu'en 1946, et reprendra toute sa gamme de production en 1950. En 1952, Alfred Otto Ritter, le fils d'Alfred Ritter, reprend l'entreprise après le décès de celui-ci.
En 1954, la firme, qui compte déjà plus de 100 employés, atteint une production quotidienne de 4 tonnes de chocolat en tablettes. En 1959, c'est Clara Ritter qui décède à l'âge de 82 ans.
En 1970, grâce à une forte campagne télévisée, Ritter Sport s'établit dans toute l'Allemagne. Le slogan Quadratisch. Praktisch. Gut. (Carré. Pratique. Bon.) apparaît. En 1972, l'entreprise atteint un chiffre d'affaires de 100 millions de Deutsche Mark. En 1974, une particularité de la marque est inventée par Alfred Otto Ritter : à chaque variété de chocolat correspond une couleur différente de l'emballage des tablettes.
En 1982, les mini tablettes Ritter Sport sont introduites sur le marché. En 1987, l'entreprise atteint un chiffre d'affaires de 400 millions de Deutsche Mark et compte 710 employés. En 1991, Ritter Sport passe du matériau composite au mono-matériau en polypropylène, optant ainsi pour un emballage intégralement recyclable.
En 1998, la firme atteint les 507 millions de Deutsche Mark de chiffre d'affaires.
Porté par une forte demande intérieure et exportant près de 30% de sa production, le chiffre d'affaires se monte à 280 millions d'euros en 2006. Le succès de la marque est attribué à la maîtrise de sa qualité et à des innovations allant à la rencontre de la demande. En 2006 est lancée la tablette carrée de 250 g.

### Protection et mise en valeur de la marque
En 1996, l'entreprise dépose son emballage carré comme « marque tridimensionnelle » à l'OHMI. En juillet 2020, Ritter Sport remporte contre Milka (Mondelez) le droit de protéger comme marque la forme carrée de sa tablette de chocolat, à la suite d'une décision de la Cour de justice fédérale allemande de Karlsruhe, après un combat qui aura duré 10 ans.
En 2001 est ouvert le musée du chocolat. Les visiteurs peuvent s’y informer sur la  fabrication du chocolat ainsi que sur l’histoire de l'entreprise.

## Critiqué
Après l'invasion russe de l'Ukraine en 2022, l'entreprise a été critiquée pour avoir continué ses activités en Russie. Le marché russe représente environ 7 % du chiffre d'affaires de l'entreprise,. Le PDG Andreas Ronken a souligné que 200 emplois en Allemagne dépendaient des affaires en Russie, et que la vente était également importante pour les producteurs de cacao en Afrique de l'Ouest, en Amérique centrale et en Amérique du Sud, qui risquaient de perdre leurs moyens de subsistance. Cependant, les investissements et les activités de marketing en Russie ont été arrêtés,. Ritter Sport affirme qu'elle reverse les bénéfices de ses activités en Russie à l'Ukraine.

## Variétés
1. Vollmilch – Chocolat au lait
2. Schoko-Duo – Duo de chocolat au lait et chocolat blanc
3. Dunkle Vollmilch – Chocolat noir, 40% cacao
4. Halbbitter – Chocolat noir, 50% cacao
5. Edelbitter – Chocolat noir, 71% cacao
6. Knusperkeks – Chocolat au lait avec biscuit
7. Pfefferminz – Chocolat fourré à la menthe
8. Joghurt – Yaourt
9. Erdbeer Joghurt – Chocolat au lait fourré au yaourt à la fraise
10. Voll-Nuss – Chocolat au lait avec noisettes entières
11. Dunkle Voll-Nuss – Chocolat noir avec noisettes entières
12. Weiße Voll-Nuss – Chocolat blanc avec noisettes entières
13. Knusperflakes – Chocolat au lait aux céréales corn flakes
14. Voll Erdnuss – Chocolat au lait avec cacahuètes
15. Ganze Mandel – Chocolat au lait avec amandes entières
16. Marzipan – Chocolat noir fourré à la pâte d'amande
17. Cocos – Chocolat au lait fourré aux pétales de coco
18. Trauben-Nuss – Chocolat au lait fourré aux raisins et aux éclats de noisettes
19. Rum Trauben Nuss – Chocolat au lait fourré aux raisins imprégnés de rhum et aux éclats de noisettes
20. Cappuccino – Chocolat au lait fourré à la crème saveur cappuccino
21. Alpenmilch – Chocolat au lait alpin
22. Nugat – Chocolat au lait fourré au nougat
23. Feinherb à la Mousse au Chocolat – Chocolat noir fourré à la mousse au chocolat (Bistre Wrapper)
24. Williams Birne Trüffel – Chocolat noir fourré d'une mousse à la base d'eau-de-vie de poire Williams
25. Karamel Nuss – Chocolat au lait à la crème au beurre salée, aux éclats de noisettes et au riz soufflé
26. Haselnuss – Chocolat au lait aux noisettes effilées
27. Alpensahne Praline
  1. Alpensahne Praline – Alpine milk chocolate with praline creme.
  2. Weiss + Crisp – White chocolate with crisp.
  3. Haselnusse Krokant – Milk chocolate with crispy hazelnuts.
  4. Keks + Nuss – Milk chocolate with crunchy hazelnuts and cookie bits.